# Fraissé-des-Corbières
Fraissé-des-Corbières – miejscowość i gmina we Francji, w regionie Oksytania, w departamencie Aude.
Według danych na rok 1990 gminę zamieszkiwało 198 osób, a gęstość zaludnienia wynosiła 10 osób/km² (wśród 1545 gmin Langwedocji-Roussillon Fraissé-des-Corbières plasuje się na 711. miejscu pod względem liczby ludności, natomiast pod względem powierzchni na miejscu 384.).